# Обводный канал (Кронштадт)
Обводный канал (Адмиралтейский, Проводной) — канал в Кронштадте. Берёт своё начало из Итальянского пруда и заканчивается в гавани Кронштадта. Пролегает вдоль Адмиралтейства и улиц: Карла Маркса, Советской, Комсомола и Петровской. Заканчивается на территории Морского завода. Мосты: Синий, Советский, Парусный и Пеньковый. Является памятником истории, памятником истории является и решётка вдоль канала. Длина канала 3041 м.

## История
Прокладка канала началась в 1783 году, предполагалось, что канал разграничит Адмиралтейство и городские постройки. По внутреннему периметру канала должны были быть построены склады и магазины, затем шла высокая чугунная ограда, после неё — широкая улица по внешнему периметру для офицерских домов и служительских корпусов за ними. Проект был реализован лишь частично из-за того, что был утверждён, но не был обеспечен деньгами.
Стены канала облицовывались гранитом, ограда канала отлита из чугуна на заводе Ч. Берда, представляет собой вертикальные прутья между столбиками с вазами-урнами на них.
Изначально создавался для нужд переводимого в Кронштадт Адмиралтейства, поэтому получил название Адмиралтейский. После, по примеру Санкт-Петербургского Обводного канала, получил современное название.
Все мосты через Обводный канал были отводными, но с появлением автомобильного транспорта они были заменены обычными. Таким образом, в Кронштадте остался только один отводной мост — Доковый, который перекинут через канал Петровского дока.
На изгибах канал расширен — это сделано для того, чтобы встречные суда могли разойтись.
В 2005 году на западной стене Обводного канала, около Синего моста установлен памятник блокадной колюшке — рыбке, благодаря которой жители города пережили блокаду.